# Skurcze Alvareza
Skurcze Alvareza − termin z zakresu ginekologii i położnictwa, określający nieskoordynowaną aktywność skurczową mięśnia macicy o małej amplitudzie i sile. Są to pierwsze skurcze ciążowe, mogące pojawiać się już od 20 tygodnia. Występują znacznie częściej niż skurcze Braxtona Hicksa.